# 63rd Street Line (BMT)
|  | Per a la línia de IND del Metro de Nova York, vegeu 63rd Street Line (IND) |

63rd Street Line (BMT) és una de les dues línies del Metro de Nova York, als Estats Units, que passen pel Carrer 63 (63rd Street, en anglès). Aquesta exactament pertanyia a l'antiga BMT, actualment Divisió B del metro.
La línia comença en una connexió amb la línia Broadway a l'est de l'estació Lexington Avenue-63rd Street i en aquesta estació acaba la línia. A l'oest d'aquesta estació hi ha una connexió amb la línia del mateix nom, 63rd Street Line (IND). Actualment s'està construint la línia Second Avenue Subway amb la qual la 63rd Street Line (BMT) tindrà una connexió per on circularà la ruta T donant servei a l'única estació de la línia: Lexington Avenue-63rd Street.

## Serveis
| Estacions                                              | Serveis                                  | Obertura                                 | Transbords i notes |
| Futura connexió amb Second Avenue Subway               | Futura connexió amb Second Avenue Subway | Futura connexió amb Second Avenue Subway | Futura connexió amb Second Avenue Subway |
| ------------------------------------------------------ | ---------------------------------------- | ---------------------------------------- | --- |
| Lexington Avenue-63rd Street                           | sense servei                             | 29 d'octubre de 1989                     | El costat de l'estació dedicada a BMT està incompleta i només serveixen trens a la secció de IND. Amb el futur servei T es podrà enllaçar a l'estació amb els serveis de 63rd Street Line (IND). |
| connexió de vies 63rd Street Line (IND) (sense servei) |                                          |                                          | |
| direcció Broadway Line (N Q R W )                      |                                          |                                          | |

| Llegenda dels serveis              | Llegenda dels serveis                     |
| ---------------------------------- | ----------------------------------------- |
| Stops all times                    | Para tot el temps                         |
| Stops all times except late nights | Para sempre menys a altes hores de la nit |
| Stops weekdays only                | Para només entre setmana                  |
| Detalls dels periodes de temps     |                                           |